# Anthony Ashley-Cooper, 9. Earl of Shaftesbury

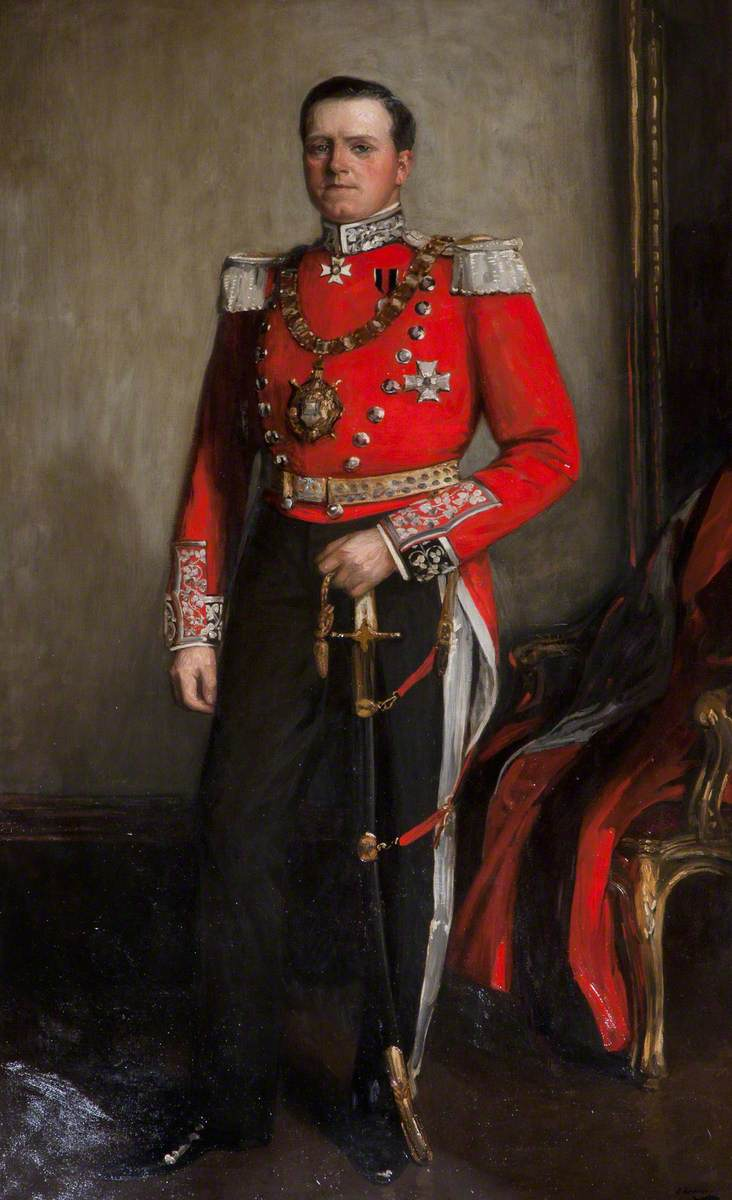
Anthony Ashley-Cooper, 9. Earl of Shaftesbury als Lord Lieutenant von Belfast (Gemälde von John Lavery, um 1910)

Anthony Ashley-Cooper, 9. Earl of Shaftesbury KP GCVO GCStJ CBE PC (* 31. August 1869; † 25. März 1961), war ein britischer Adliger, der zwischen 1904 und 1911 Lord Lieutenant von Belfast, von 1911 bis 1916 Lord Lieutenant des County Antrim sowie zuletzt zwischen 1916 und 1952 Lord Lieutenant der Grafschaft Dorset war. Darüber hinaus war er von 1922 bis 1936 auch Lord Steward of the Household.

## Leben

### Familiäre Herkunft
Ashley-Cooper war das fünfte von sechs Kindern und der einzige Sohn von Anthony Ashley-Cooper, 8. Earl of Shaftesbury, und dessen Ehefrau Harriet Augusta Anna Seymourina Chichester, einer Tochter von George Chichester, 3. Marquess of Donegall.
Seine älteste Schwester Mildred Georgiana Ashley war die Ehefrau von George Higginson Allsopp, der zwischen 1885 und 1906 für die Conservative Party den Wahlkreis Worcester als Mitglied des Unterhauses (House of Commons) vertrat. Seine zweitälteste Schwester Margaret Emily Ashley-Cooper war mit Theophilus Basil Percy Levett verheiratet, einem Sohn des Unterhausabgeordneten Theophilus John Levett. Seine drittälteste Schwester Evelyn Harriet Ashley-Cooper war in erster Ehe von 1889 bis zu dessen Tod 1903 mit James McGarel-Hogg, 2. Baron Magheramorne sowie in zweiter Ehe zwischen 1905 und ihrem Tod 1931 mit Hugo Baring, der als Major in verschiedenen Kavallerieregimentern diente, Direktor der Westminster Bank und der ein Sohn des Bankiers Edward Baring, 1. Baron Revelstoke war. Die viertälteste Schwester Susan Violet Ashley war wiederum die Ehefrau von Walter Erskine, 12. Earl of Mar und 14. Earl of Kellie, der zwischen 1935 und 1944 als Lord Clerk Register einer der Great Officers of State von Schottland war. Seine einzige jüngere Schwester Ethel Maud Ashley-Cooper war mit Vizeadmiral George Warrander verheiratet, der zwischen 1907 und 1909 Oberkommandierender der Royal-Navy-Verbände in Ostindien (East Indies Station) sowie später zwischen März und Dezember 1916 Oberkommandierender des Marinestützpunktes Devonport war.

### Earl of Shaftesbury und militärische Laufbahn
Nach dem Suizid seines Vaters am 13. April 1886 erbte Anthony Ashley-Cooper mit 16 Jahren den am 23. April 1672 in der Peerage of England geschaffenen Titel als 9. Earl of Shaftesbury, sowie die nachgeordneten, ebenfalls in der Peerage of England verliehenen erblichen Adelstitel als 9. Baron Ashley sowie als 9. Baron Cooper sowie den in der Baronetage of England geschaffenen Titel als 10. Baronet, of Rockbourne. Mit Erreichen der Volljährigkeit von 21 Jahren wurde er zugleich am 31. August 1890 formell Mitglied des Oberhauses (House of Lords), dem er bis zu seinem Tod am 25. März 1961 71 Jahre lang angehörte.
Anthony Ashley-Cooper begann in dieser Zeit 1889 auch eine militärische Laufbahn und wurde 1890 Second Lieutenant im Kavallerieregiment 10th Royal Hussars (Prince of Wales’s Own) und erhielt dort am 10. Juni 1891 seine Beförderung zum Lieutenant. Er fungierte zwischen 1895 und 1899 als Aide-de-camp des Gouverneurs von Victoria, Thomas Brassey, 1. Baron Brassey, und erhielt in dieser Zeit 1898 auch seine Beförderung zum Captain. 1899 schied er nach zehnjähriger Dienstzeit aus dem aktiven Militärdienst aus und wurde am 24. Januar 1900 Reserveoffizier im Range eines Captains in der Reserveeinheit Queen’s Own Dorset Yeomanry.

### Lord Lieutenant von Belfast und Antrim
Ashley-Cooper fungierte zwischen 1901 und 1910 als Kammerherr (Chamberlain) von Mary, Princess of Wales, der Ehefrau des damaligen Prince of Wales Georg von Sachsen-Coburg und Gotha. Daneben engagierte er sich in der Freimaurerei und wurde 1902 Provinz-Großmeister der Großloge von Dorset. Als Nachfolger von Charles Vane-Tempest-Stewart, 6. Marquess of Londonderry wurde er am 19. Januar 1904 Lord Lieutenant von Belfast und bekleidete diese Funktion bis zu seiner Ablösung durch William Pirrie, 1. Baron Pirrie am 4. November 1911. Für seine Verdienst wurde er am 11. März 1906 zum Knight Commander des Royal Victorian Order (KCVO) geschlagen. Als Vertreter der Irish Unionist Alliance fungierte er zugleich als Nachfolger von Daniel Dixon, 1. Baronet von 1907 bis zu seiner Ablösung durch Robert Anderson 1908 als Oberbürgermeister (Lord Mayor) von Belfast. Des Weiteren war er von 1909 bis 1923 Kanzler der Queen’s University Belfast.
Nach der Krönung von König Georg V. zum König am 6. Mai 1910 wurde Ashley-Cooper Kammerherr der nunmehrigen Queen Mary und versah diese Aufgabe bis zu seiner Ablösung durch Charles Paget, 6. Marquess of Anglesey am 28. November 1922. Am 2. 1911 wurde er Nachfolger von Francis Edmund Workman-Macnaghten, 3. Baronet als Lord Lieutenant des County Antrim und übte dieses Amt fünf Jahre lang bis zu seiner Ablösung durch Algernon Skeffington, 12. Viscount Massereene am 9. Juni 1916 aus. Am 10. Juli 1911 wurde er gemeinsam mit Horatio Herbert Kitchener, 1. Viscount Kitchener, Ritter von St. Patrick (KP). Daneben war er als Oberstleutnant und Ehrenoberst der Freiwilligeneinheit North Irish Horse tätig, schied am 1. Januar 1913 mit diesem Dienstposten aus und wurde in die Sonderreserve versetzt, in der er mit Wirkung zum 1. Januar 1913 als Oberst den Posten des Kommandeurs einer Kavalleriebrigade übernahm.

### Erster Weltkrieg, Lord Lieutenant von Dorset und Lord Steward of the Household

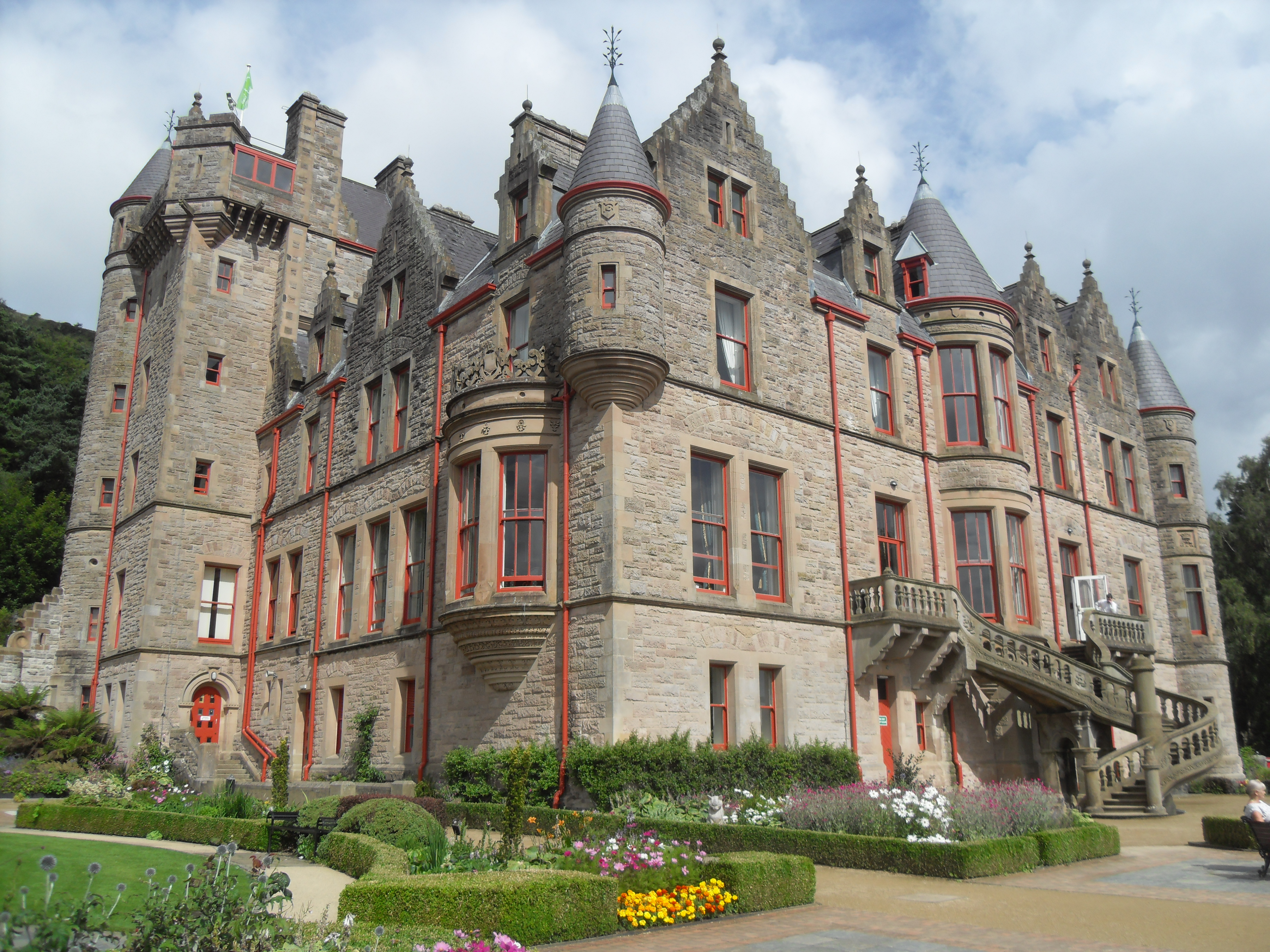
Anthony Ashley-Cooper, 9. Earl of Shaftesbury, stiftete 1934 das 1884 von seinem Vater geerbte Belfast Castle der Stadt Belfast, die es fortan für große Veranstaltungen nutzte

Zu Beginn des Ersten Weltkrieges wurde Ashley-Cooper 1914 als Colonel mit dem befristeten Rang eines Brigadegenerals (Temporary Brigadier General) in den aktiven Militärdienst zurückberufen und versah Dienst im Hauptquartier. Am 3. März 1916 löste er Oberst John Mount Batten als Lord Lieutenant der Grafschaft Dorset ab und bekleidete dieses Amt als Vertreter des britischen Monarchen in dieser Grafschaft 36 Jahre lang bis zu seiner Ablösung durch Edward Digby, 11. Baron Digby am 1. September 1952. Zum 1. März 1919 schied er aus dem aktiven Militärdienst aus und wurde mit dem Ehrenrang eines Brigadegenerals (Honorary Brigadier General) verabschiedet.
Er wurde 1919 auch Commander des Order of the British Empire (CBE) sowie 1920 sogenannter „Jungbruder“ (Younger Brouther) des Trinity House, der Leuchtfeuerverwaltung für England, Wales und die übrigen britischen Hoheitsgewässer. Am 1. Januar 1922 wurde er Knight of Grace des Order of Saint John (KGStJ).
Am 6. Dezember 1922 wurde Ashley-Cooper Nachfolger von Horace Farquhar, 1. Earl Farquhar, Lord Steward of the Household. Als solcher war er der oberste Würdenträger des königlichen Hofstaats, vor dem Treasurer of the Household und dem Comptroller of the Household, sowie in Personalunion Vorsitzender des Board of Green Cloth, dem Verwaltungsgremium (und früher auch Gerichtshof) des Königlichen Haushalts. Zugleich wurde er am 6. Dezember 1922 Mitglied des Privy Council (PC) und war bis zum 15. Februar 1924 kraft Amtes auch Mitglied der Regierung. Am 4. Juni 1923 wurde er Knight of Justice des Order of Saint John (KJStJ). 1924 wurde er zum Knight Grand Cross des Royal Victorian Order erhoben. Ferner wurde er am 22. Juni 1934 Bailiff Grand Cross des Order of Saint John (GCStJ).
1934 stiftete er das 1884 von seinem Vater geerbte Belfast Castle der Stadt Belfast, die es fortan für große Veranstaltungen nutzte.

### Ehe und Nachkommen
Anthony Ashley-Cooper heiratete am 15. Juli 1899 Constance Sibell Grosvenor, eine Tochter von Victor Alexander Grosvenor, Earl Grosvenor, und Enkelin von Hugh Grosvenor, 1. Duke of Westminster. Aus dieser Ehe gingen zwei Söhne und zwei Töchter hervor.
Der älteste Sohn und Titelerbe Major Anthony Ashley-Cooper, Lord Ashley, war bereits am 8. März 1947 im Alter von 46 Jahren verstorben. Dies führte dazu, dass beim Tod des 9. Earl of Shaftesbury am 25. März 1961 sein Enkel, dessen Sohn Anthony Ashley-Cooper, Lord Ashley, den Titel als 10. Earl of Shaftesbury erbte.
Seine älteste Tochter Mary Sibell Ashley-Cooper war mit Napier Sturt, 3. Baron Alington verheiratet. Seine jüngere Tochter Dorothea Louise Ashley-Cooper war die Ehefrau von Antony Henry Head, einem Politiker der Conservative Party, der zwischen 1951 und 1956 Kriegsminister sowie von 1956 und 1957 Verteidigungsminister war und 1960 als Viscount Head in den erblichen Adelsstand erhoben wurde. Der jüngere Sohn Anthony John Percy Hugh Michael Ashley-Cooper war ebenfalls Major.